# Гай (Ловицький повіт)
Гай (пол. Gaj) — село в Польщі, у гміні Беляви Ловицького повіту Лодзинського воєводства.
Населення — 92 особи (2011).
У 1975—1998 роках село належало до Скерневицького воєводства.

## Демографія
Демографічна структура станом на 31 березня 2011 року:
|          | Загалом | Допрацездатний вік | Працездатний вік | Постпрацездатний вік |
| -------- | ------- | ------------------ | ---------------- | -------------------- |
| Чоловіки | 46      | 9                  | 32               | 5                    |
| Жінки    | 46      | 8                  | 25               | 13                   |
| Разом    | 92      | 17                 | 57               | 18                   |